# 塞讷维耶尔 (洛特省)
塞讷维耶尔（法語：Cénevières，法語發音：[sen(ə)vjɛʁ]）是法国洛特省的一个市镇，属于卡奥尔区。

## 地理
塞讷维耶尔（44°27'45"N, 1°44'49"E）面积15.69 平方千米，位于法国奧克西塔尼大區洛特省，该省份为法国西南部内陆省份，北起顺时针与科雷兹省、康塔爾省、阿韦龙省、塔恩-加龙省、洛特-加龍省和多尔多涅省接壤。
与塞讷维耶尔接壤的市镇（或旧市镇、城区）包括：卡尔维尼亚克、克雷戈勒、凯尔西地区利莫涅、吕加尼亚克、圣马丹拉布瓦勒、图尔德福尔。

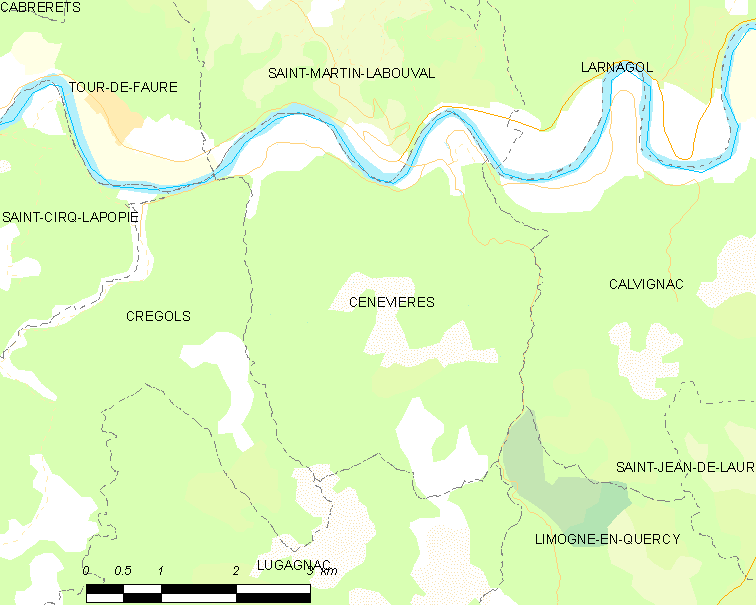
的OSM定位图

塞讷维耶尔的时区为UTC+01:00、UTC+02:00（夏令时）。

## 行政
塞讷维耶尔的邮政编码为46330，INSEE市镇编码为46068。

## 政治
塞讷维耶尔所属的省级选区为科斯与谷地县。

## 人口

1962-2008年间人口变化图示

塞讷维耶尔于2022年1月1日时的人口数量为179人。